# Alfred Dennis
Alfred Dennis (26 dicembre 1922 – 1º agosto 2016) è stato un attore statunitense.

## Biografia
Alfred Dennis nasce il 26 dicembre 1922, negli Stati Uniti. La sua prima apparizione come attore risale al 1967, quando interpreta un ispettore di polizia nella popolare serie TV I giorni di Bryan. In seguito ha recitato in più di settanta produzioni tra film e serie TV, soprattutto grazie ai suoi lineamenti caratteristici.

## Filmografia

### Film
- Sweet Charity (1969)
- Snakes (1974)
- Il pistolero (1976)
- Generazione Proteus (1977)
- Pet Shop (1994)
- Get Shorty (1995)
- L'eroe del cielo (1996)
- La strana coppia 2 (1998)
- Centravanti a quattro zampe (1999)
- The Trip (2002)
- Mr. Deeds (2002)
- Prova a prendermi (2002)
- Una settimana da Dio (2003)

### Televisione
- I giorni di Bryan (Run for Your Life) - serie TV, episodio 2x24 (1967)
- I Monkees (1967)
- Batman (1967)
- Strega per amore (1968)
- Get Smart - Un detective tutto da ridere (1968)
- I Robinson (1970)
- The Flying Nun (1970)
- La tata e il professore (1970)
- Difesa a oltranza (1972)
- Agenzia Rockford (1977-1979)
- Darkroom (1982)
- Fantasilandia (1982)
- New York New York (1982)
- Simon & Simon (1983)
- Avvocati a Los Angeles (1987)
- A-Team (1987)
- Cuori senza età (1989)
- Doctor Doctor (1989)
- Balki e Larry - Due perfetti americani (1991)
- Una famiglia come le altre (Life Goes On) (1990-1992)
- The Wayans Bros. (1995)
- Susan (1998)
- Party of Five - Cinque in Famiglia (1999)
- The Court (2002)
- Monk (2003)
- Grounded for Life (2004)
- Entourage (2005)
- Una mamma per amica (2005)
- Reba (2005)
- Party Down (2010)
- Community (2010)
- Vi presento i miei (2011)
- Aiutami Hope (2012)
- Save Me (2013)